# Crespinet
Crespinet (en francès Crespinet) és un municipi francès situat al departament del Tarn i a la regió d'Occitània.

## Demografia
| 1962                                       | 1968 | 1975 | 1982 | 1990 | 1999 | 2007 |
| ------------------------------------------ | ---- | ---- | ---- | ---- | ---- | ---- |
| 115                                        | 132  | 137  | 118  | 188  | 175  | 143  |
| Des de 1962: població sense dobles comptes |      |      |      |      |      |      |

## Administració
| Període   | Identitat        | Partit |
| --------- | ---------------- | ------ |
| 2001-2008 | Serge Cuq        |        |
| 2001-     | Bernard Soulages |        |